# PS Political Science & Politics
PS: Political Science & Politics est une revue trimestrielle de science politique publiée par Cambridge University Press pour le compte de l'American Political Science Association.